# Hunspell
A Hunspell helyesírás-ellenőrző, alaktani elemző és generátor program, amit a morfológiailag gazdag, bonyolult összetett szavakat vagy karakterkódolást tartalmazó nyelvekhez fejlesztettek ki – alapvetően a magyar nyelvhez.
A Hunspell a MySpellen alapul és visszafelé kompatibilis annak szótáraival. A MySpell még 8 bites ASCII karakterkódolást használ, a Hunspell viszont UTF-8-as Unicode szótárakat is kezel.
A Hunspell szabad szoftver, GPL/LGPL/MPL hármas licenc alatt terjesztik.

## Hunspellt használó programok
- LibreOffice, platformfüggetlen irodai programcsomag.
- OpenOffice.org, platformfüggetlen irodai programcsomag. (2.0.2 verziótól kezdve, 2006. március 8.)
- Scribus, platformfüggetlen asztali kiadványszerkesztő program. (1.4.2 verziótól kezdve[2])
- Mozilla Firefox webböngésző (3-as verziótól kezdve[3]), Thunderbird levelező program és SeaMonkey webböngésző (2-es verzió óta).
- Opera webböngésző (10-es verziótól kezdve[4]).
- Google Chrome, Google által fejlesztett webböngésző.[5]
- Apple Mac OS X 10.6 Snow Leopard
- Emacs szövegszerkesztő program.
- WinShell, TeX / LaTeX integrált fejlesztői környezet (IDE) Windows rendszeren.
- Yudit, szövegszerkesztő az X Window Systemhez.

A Hunspell használható az összes gyakori platformon és programozási nyelvvel, mint Java, Perl, .NET és Delphi.